# قطعنامه ۱۵۲۹ شورای امنیت
قطعنامه  ۱۵۲۹ شورای امنیت سازمان ملل متحد که در تاریخ ۲۹ فوریه ۲۰۰۴ تصویب شد، سندی بین‌المللی دربارهٔ بررسی وضعیت در هائیتی است. این قطعنامه طی نشست ۴۹۱۹ام با ۱۵ رای موافق، ۰ مخالف و ۰ ممتنع تصویب شد.